# Røsts flygplats
Røsts flygplats (norska: Røst lufthavn) är en regional flygplats på ön Røst i kommunen med samma namn i Nordland fylke i norra Norge. Widerøe är det enda flygbolaget som opererar från flygplatsen. De flyger med Bombardier Dash 8 till Bodø och Leknes. 

## Historia
Flyg till Røst startade på 1960-talet med sjöflygplan och från 1972 flög man med helikopter. 1986 öppnades den nuvarande flygplatsen. 

## Faciliteter
Det finns inga butiker eller restauranger på flygplatsen. Terminalen har en kapacitet på 40 passagerare per timma. Kort och långtidsparkering är gratis. Taxi kan förbeställas.  

## Destinationer

### Inrikes
| Flygbolag | Destinationer |
| --------- | ------------- |
| Widerøe   | Bodø, Leknes  |